# Rafael Paasio
Kustaa Rafael Paasio (6 tháng 6 năm 1903 - 17 tháng 3 năm 1980) là chính trị gia nổi bật của Phần Lan và là đảng viên của Đảng Dân chủ Xã hội. Ông giữ chức Thủ tướng Phần Lan hai lần.